# Cheracebus torquatus
El tití de collar, huicoco, socayo, zogue, tocón negro, viuda o viudita (Cheracebus torquatus) es un primate de la familia Pitheciidae que habita en el bosque húmedo entre los ríos Caquetá y Negro, en la Amazonia, al sureste de Colombia y noroeste de Brasil, hasta los 500 m s. n. m.
Su cuerpo más la cabeza mide entre 31 y 37 cm de longitud y su cola entre 42 y 49 cm; pesa entre 0,8 y 1,5 kg. El pelaje del cuerpo y la cola es largo y denso, negro o castaño muy oscuro, con un collar blanco y ancho bajo el cuello, barbilla blanca y manos amarillentas.
Vive en pequeños grupos territoriales de hasta seis individuos con área de acción de 9 a 22 ha de bosques maduros. Sus hábitos son arbóreos y permanece en las ramas altas o medias de los árboles, casi todo el tiempo. En la noche duermen con sus colas entrelazadas.
Se alimenta de semillas, frutos, e invertebrados.

## Taxonomía
Previamente clasificada en el género Callicebus, tras la investigación de filogénetica, en 2016 esta especie fue recubicada en un nuevo género, Cheracebus.